# Xyloryctidae

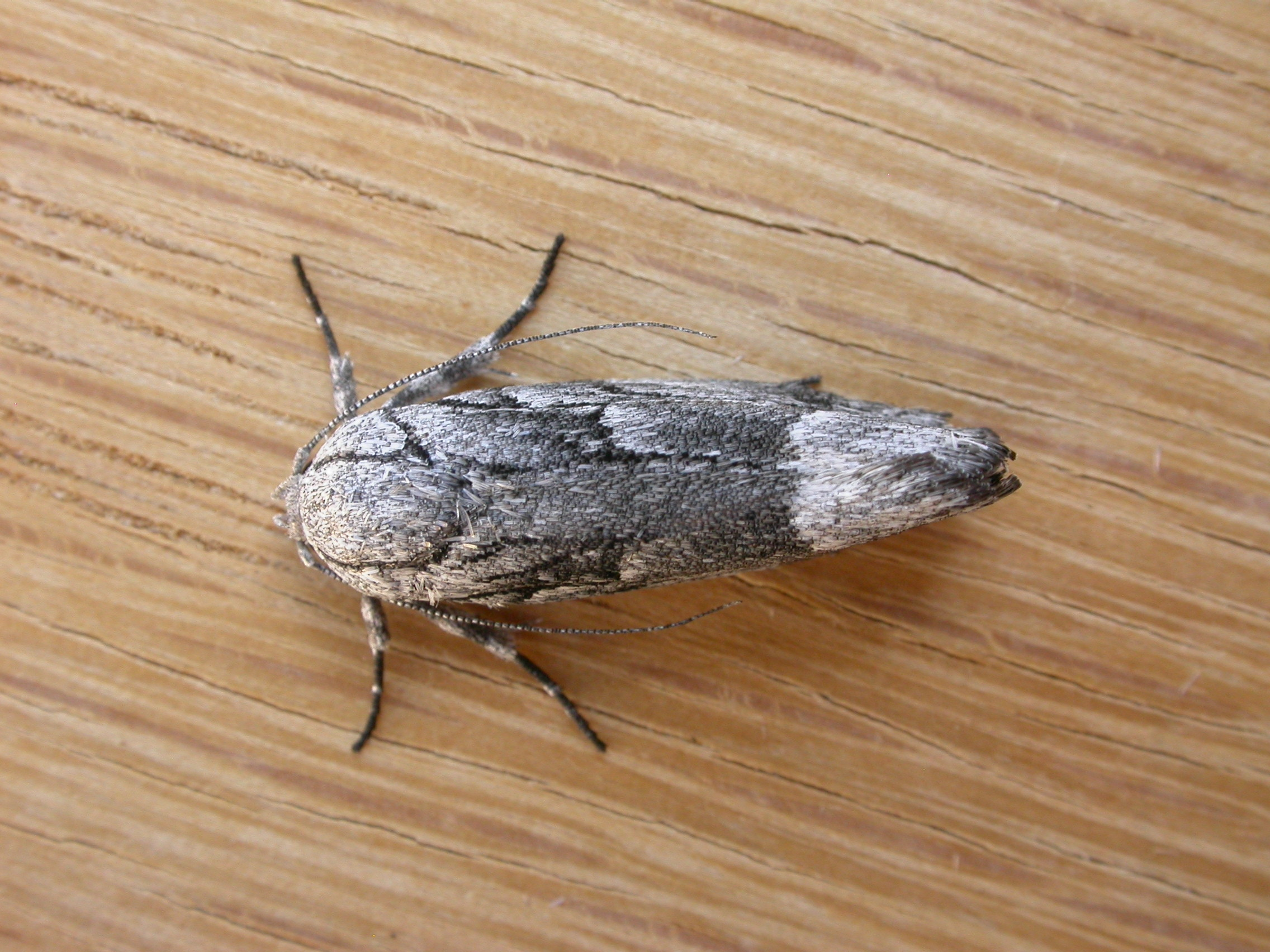
Illidgea sp.

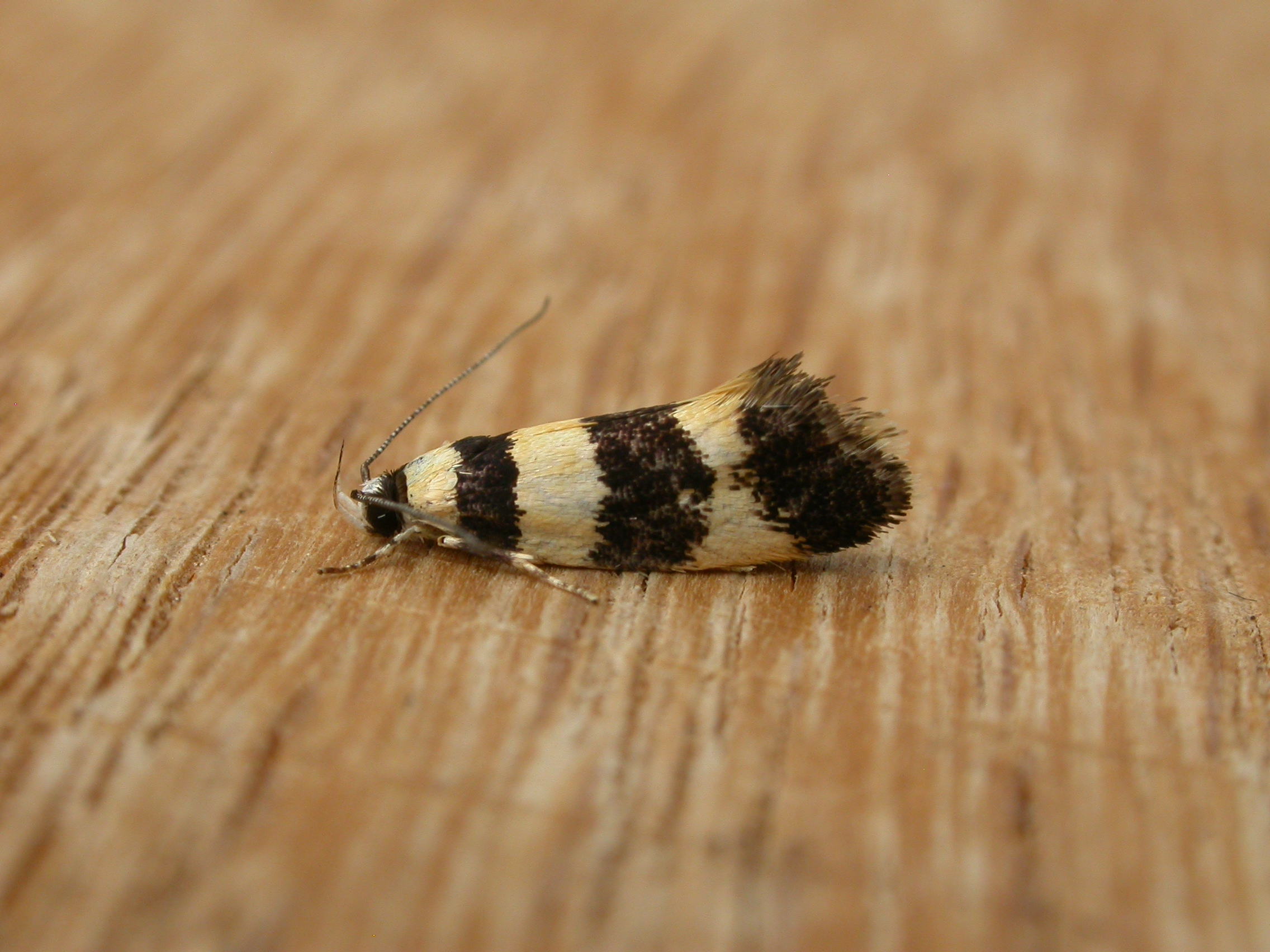
Telecrates melanochrysa

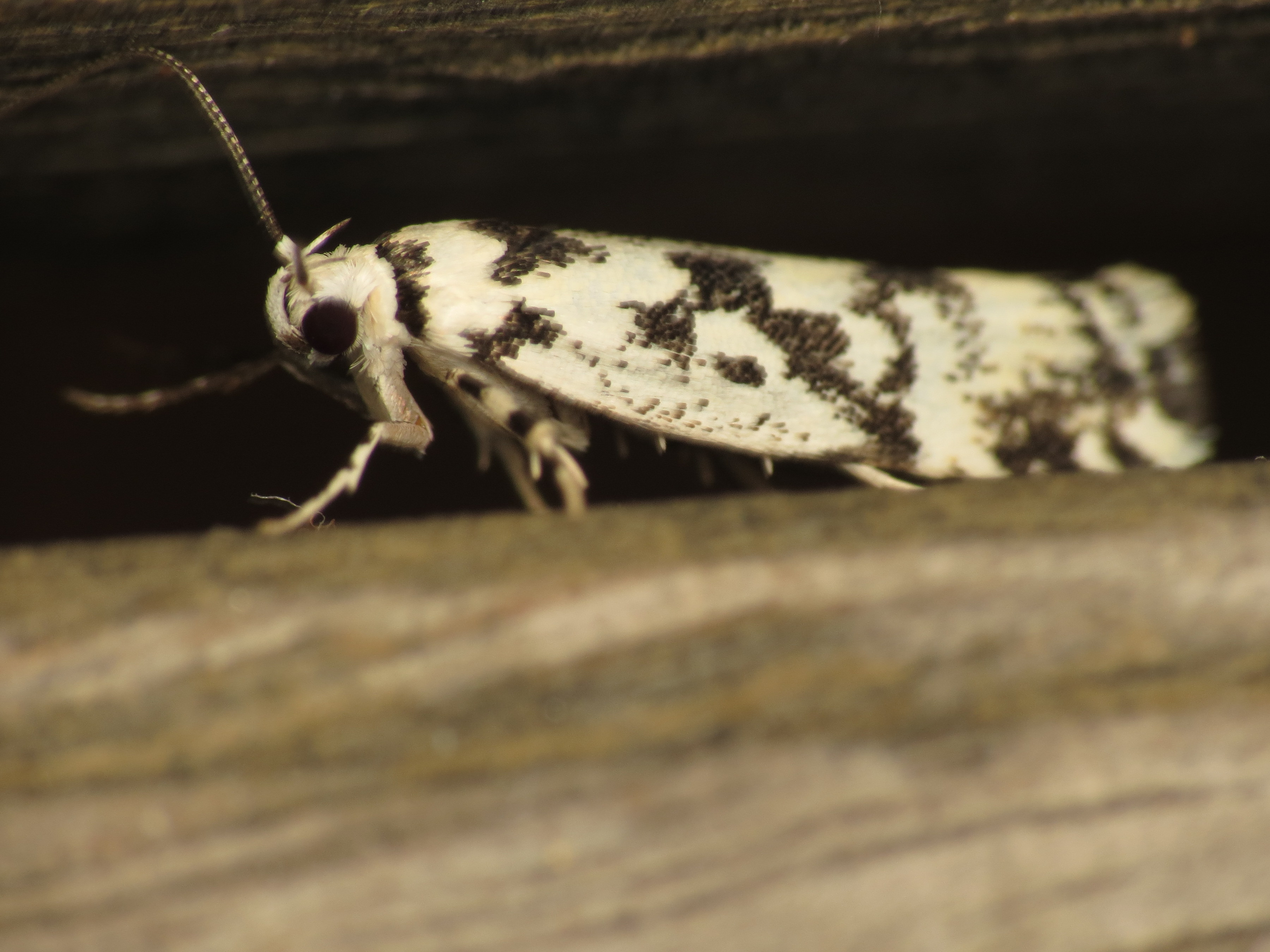
Lichenaula calligrapha

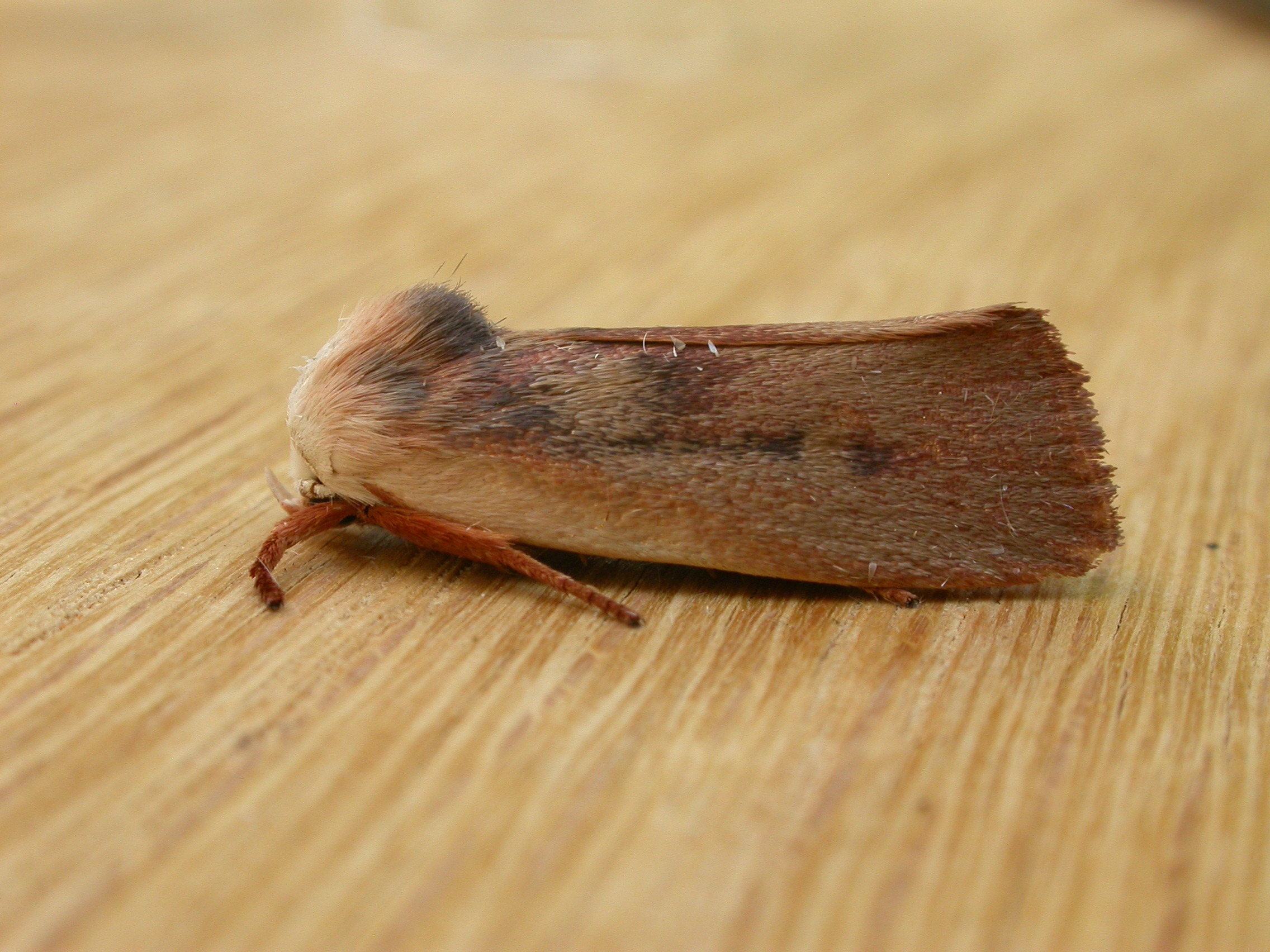
Cryptophasa rubescens

Xyloryctidae – rodzina motyli z podrzędu Glossata i nadrodziny Gelechioidea.
Takson ten wyróżnił w 1890 roku Edward Meyrick. Handlirsch w 1906 umieścił je jako podrodzinę wśród Tineoidea. Forbes w 1923 jako pierwszy umieścił je wśród Gelechioidea z rangą rodziny. Trzy lata później Tillyard przeniósł je z powrotem do Tineoidea. W 1939 Costa Lima włączył je jako podrodzinę do Cryptophasidae. W 1952 Obenberger nadał im rangę rodziny w nadrodzinie Hypononeumatoidea. Powtórnie jako rodzinę Gelechioidea sklasyfikował je Common w 1970. W 1978 Hodges włączył je jako podrodzinę do płożkowatych, a Zimmermann do skośnikowatych. W 1984 zostały uznane za rodzinę w Copromorphoidea. Minet w 1990 przywrócił im status rodziny Gelechioidea. Badania filogenetyczne L. Kalii z 2004 wskazywały na istnienie w obrębie "Oecophorid lineage" kladu określonego jako "Xyloryctid assemblage" i obejmującego Xyloryctinae, Blastobasinae i Deuterogoniinae. W pracy Nieukerkena i 50 innych lepidopterologów z 2011, systematyzującej klasyfikację motyli, Xyloryctidae stanowią odrębną rodzinę wśród Gelechioidea.
Należy tu ponad 500 opisanych gatunków, zgrupowanych w rodzajach:
- Acompsogma Meyrick, 1938
- Amorbaea  Meyrick, 1908
- Anachastis  Meyrick, 1911
- Anoditica  Meyrick, 1938
- Anoecea  Diakonoff, 1951
- Antisclerota  Meyrick, 1938
- Araeostoma  Turner, 1917
- Arignota  Turner, 1898
- Arsirrhyncha  Meyrick, 1938
- Athrypsiastis  Meyrick, 1910
- Bassarodes  Meyrick, 1910
- Bathydoxa  Turner, 1935
- Bida  Walker, 1864
- Boydia  Newman, 1856
- Brachybelistis  Turner, 1902
- Caenorycta  Meyrick, 1922
- Callicopris  Meyrick, 1938
- Capnolocha  Meyrick, 1925
- Catanomistis  Meyrick, 1933
- Catoryctis  Meyrick, 1890
- Chalarotona  Meyrick, 1890
- Chereuta  Meyrick, 1906
- Chironeura  Diakonoff, 1954
- Cilicitis  Meyrick, 1938
- Cladophantis  Meyrick, 1918
- Clepsigenes  Meyrick, 1930
- Clerarcha  Meyrick, 1890
- Comocritis  Meyrick, 1894
- Compsotorna  Meyrick, 1890
- Copidoris  Meyrick, 1907
- Crypsicharis  Meyrick, 1890
- Cryptophasa  Lewin, 1805
- Cyanocrates  Meyrick, 1925
- Cyphoryctis  Meyrick, 1934
- Donacostola  Meyrick, 1931
- Echiomima  Meyrick, 1915
- Epichostis  Meyrick, 1906
- Epidiopteryx  Rebel in Rebel & Zerny, 1916
- Eporycta  Meyrick, 1908
- Eschatura  Meyrick, 1897
- Eumenodora  Meyrick, 1906
- Eupetochira  Meyrick, 1917
- Exacristis Meyrick, 1921
- Exoditis  Meyrick, 1933
- Gemorodes  Meyrick, 1925
- Ghuryx  Viette, 1956
- Glycynympha  Meyrick, 1925
- Gomphoscopa  Lower, 1901
- Gonioma  Turner, 1898
- Hermogenes  Zeller, 1867
- Heterochyta  Meyrick, 1906
- Hylypnes  Turner, 1897
- Hyperoptica  Meyrick in Caradja & Meyrick, 1934
- Idiomictis  Meyrick, 1935
- Illidgea  Turner, 1898
- Iulactis  Meyrick, 1918
- Leistarcha  Meyrick, 1883
- Leptobelistis  Turner, 1902
- Lichenaula  Meyrick, 1890
- Linoclostis  Meyrick, 1908
- Liparistis  Meyrick, 1915
- Lophobela  Turner, 1917
- Malacognostis  Meyrick, 1926
- Maroga  Walker, 1864
- Metantithyra  Viette, 1957
- Metathrinca  Meyrick, 1908
- Microphidias  Meyrick, 1937
- Mnarolitia  Viette, 1954
- Mystacernis  Meyrick, 1915
- Neospastis  Meyrick, 1917
- Niphorycta  Meyrick, 1938
- Opisina  Walker, 1864
- Pansepta  Meyrick, 1915
- Pantelamprus  Christoph, 1882
- Paraclada  Meyrick, 1911
- Paralecta  Turner, 1898
- Perixestis  Meyrick, 1917
- Philarista  Meyrick, 1917
- Phracyps  Viette, 1952
- Phthonerodes  Meyrick, 1890
- Pilostibes  Meyrick, 1890
- Plectophila  Meyrick, 1890
- Potniarcha  Meyrick, 1917
- Prothamnodes  Meyrick, 1923
- Psarolitia  Viette, 1956
- Pseudoprocometis  Viette, 1952
- Sphalerostola  Meyrick, 1927.
- Stachyneura  Diakonoff, 1948
- Symphorostola  Meyrick, 1927
- Synchalara  Meyrick, 1917
- Telecrates  Meyrick, 1890
- Thymiatris  Meyrick, 1907
- Thysiarcha  Meyrick, 1925
- Thyrocopa  Meyrick, 1883
- Trypherantis  Meyrick, 1907
- Tymbophora  Meyrick, 1890
- Uzucha  Walker, 1864
- Xerocrates  Meyrick, 1917
- Xylodryadella  Fletcher, 1940
- Xylomimetes  Turner, 1916
- Xylorycta  Meyrick, 1890
- Zaphanaula  Meyrick, 1920
- Zauclophora  Turner, 1900